# Манастир Хорезу
Манастир Хорезу налази се у месту Хорезу, у историјској покрајини Влашка, у Румунији. Основао га је 1690. године принц Влашке, Константин Бранковану. Манастир је 1993. године прикључен на УНЕСКО-ву листу Светске баштине.

## Назив и историјат
Назив Хорезу потиче од румунског назива за сове буљине (huhurezu). Према легенди, радови на манастиру су се одвијали ноћу, из страха од могуће реакције Турака. Сове и хук сова, биле су друштво радницима на изградњи, па се претпоставља да отуда потиче назив. Манастир има исту основу као и манастир Арђеш у месту Куртеа де Арђеш, који је изграђен почетком 16. века. Постављен је у правцу исток-запад. Манастирски комплекс има облик крста. Главна манастирска црква посвећена је Светом Константину и његовој мајци Јелени. Унутар зидина манастира је и Кнежева резиденција са просторијама за монахе. Цркву Болница основала је Марија, супруга Консатанина Бранкована 1696. године, док је црква Светог Анђела саграђена 1698. Током Аустријско-турског рата (1716-1718) и Руско-турског рата (1768-1774) уништене су све зграде које нису биле унутар зидина Манастира.

## Значај
Манастир Хорезу је ремек дело Бранкованског стила. Бранковански стил сматра се јединим оригиналним румунским стилом. Одликује га беспрекорна архитектонска равнотежа, велики број пластичних украса и специфичан начин израде верских композиција. Константин Бранковану, принц Влашке придавао је изузетну важност културном развитку земље. Главну црква у манастиру осликао је грчки уметник Константинос. Константинос је овде основао и сликарску школу, која је постала једна од најчувенијих у Румунији. Црквене слике су изузетно добро очуване, упркос ратовима током 18. века. Предмети у манастиру и резбарена декорација су такође у добром стању. Манастир Хорезу једно је од најзначајнијих и омиљених места ходочасника у Румунији.

## Галерија
- Црква Светог Константина и Јелене
- Панорама манастира
- Црква Болница